# Yamakasi
Yamakasi (Corpo Forte em Lingala) é um grupo francês de praticantes de  l'art du déplacement (A arte do movimento, em francês). A arte do movimento é aproveitar tudo o que te rodeia para te tornar mais forte, mais rápido e hábil, corpo e mente. É uma disciplina, cujo movimento é a matéria. Exprime também a liberdade de movimentos, valoriza a adaptabilidade e a expressão corporal. Vem com um conjunto de valores humanos bem empregues na sua prática como o companheirismo, a força de vontade e a união. Estas são a mais conhecidas formas de movimento presentes.
Sendo criadas para ajudar alguém a superar obstáculos que poderão ser qualquer coisa no ambiente circundante — desde ramos de árvores e pedras até grades e paredes de cimento — pode ser praticado em ambas áreas rurais e urbanas. Homens e mulheres que o fazem são conhecidos como praticantes, pois tal como no aikido não existe uma real forma de se valorizar. .

## Histórico
A história do Yamakasi remonta até o pai de David Belle, Raymond Belle, que foi fortemente influenciado pelo "método natural" de Georges Hébert.
Os Yamakasi nascem nos subúrbios de Paris quando David Belle (com 15 anos) e os irmãos Yahn, Frederic Hnautra e David Malgogne, se encontraram nas ruas de Lisses. Mais tarde o grupo contou com Sébastien Foucan e Kazuma. O grupo enfrentou desafios que os forçaram a encontrar força física e mental para ter sucesso. Os exemplos incluíam treinamento sem comida ou água, ou dormir no chão sem cobertor, para aprender a endurecer o frio.
David inicialmente treinou por conta própria, e depois de se mudar para Lisses encontrou outros jovens (incluindo seus primos) que tinham desejos semelhantes e eles começaram a treinar juntos.
Vários amigos e familiares de David se reuniam para essencialmente descobrir algo tão natural que se perdeu no mundo moderno e sempre que aparecesse alguém novo, o grupo alegremente o aceitava e o treinava, espalhando o conhecimento e habilidade que todos compartilhavam.[carece de fontes?]

## Origem do nome
a palavra yamakasi vem na verdade da língua Lingala, Ya makási significa "pessoa forte".

## Membros
- Châu Belle-Dinh (Baseball). Parente de David Belle.
- Williams Belle (L'Araignée). Parente de David Belle.
- Malik Diouf (La Belette).
- Yannn H'Nautra (Zicmu).
- Guylain N'Guba Boyeke (Rocket).
- Laurent Piemontesi (Tango).
- Charles Perrière & Jo Prestia (Touro sentado).

## Filmografia
- Yamakasi - Les samouraïs des temps modernes (2001), escrito por Luc Besson.
- Les Fils du vent (2004).
- Generation Yamakasi: vol au dessus des cités, documentário de Mark Daniels sobre o grupo[3]